# Abdij van Pannonhalma
De Abdij van Pannonhalma is een rooms-katholieke territoriale abdij van de Orde der Benedictijnen, in Pannonhalma, Hongarije. De abdij werd opgericht in 996 en staat sinds 1996 op de werelderfgoedlijst van UNESCO. De huidige Abt is sinds 1991 Imre Asztrik Várszegi.

## Geschiedenis
De Árpádenvorst Géza haalde tegen het eind van de 10e eeuw de benedictijnen het land binnen en wees hun de heuvel als plaats voor de bouw van een klooster. Deze heuvel werd later Mons Sacer Pannoniae genoemd. Onder zijn zoon Stefanus I van Hongarije werd het in 1001 ingewijd. In de 16de eeuw werd hier de Hongaarse benedictijnercongregatie gesticht. De kloostergemeenschap werd meermaals verdreven tijdens de Turkse bezetting (1683). Het middeleeuwse klooster werd na de bezetting in de 18e en 19e eeuw grotendeels gerestaureerd en vernieuwd. Uit deze periode stamt de refter, versierd met stucwerk en fresco's. Op aansporing van keizerin Maria Theresa, werd Joseph Gerl als architect benoemd. De plannen werden nooit uitgevoerd. Ondanks de keizerlijke bescherming, hief Jozef II de kloosterordes op in 1786. De monniken verlieten noodgedwongen opnieuw de abdij, die werd verkocht. In de 19de eeuw werd na de heroprichting een school toegevoegd. Nog steeds wonen de monniken samen met de studenten.
Pannonhalma is de Tweede Wereldoorlog goed doorgekomen. Het klooster stond onder bescherming van het Internationale Rode Kruis, en deze bescherming werd zowel door de Duitsers als door de Russen gerespecteerd. Vele duizenden vonden hier een toevluchtsoord. De territoriale abdij is historisch belangrijk en werd een symbool van het christendom en de westerse cultuur.

## Architectuur
Van de oude kloostergebouwen zijn alleen enkele muren van de crypte over. De huidige kerk is gebouwd op de fundamenten uit de 13e eeuw, evenals de Porta Speziosa en de deur met de zuilenwanden van rood marmer en witte kapitelen van zandsteen. De laatgotische kruisgang en de crypte met het kruisribgewelf stammen uit de 15e eeuw. Andere gebouwen werden verwoest door de Turken. Wereldberoemd is de oude bibliotheek met een waardevolle verzameling codices en kostbare werken.
De abdij is te bezoeken. Daarnaast worden er ook orgelconcerten en festivals gehouden.

## Evenementen
Pannonhalma ontving onder meer bezoeken van de patriarch van Moskou, Alexius II, in 1994, paus Johannes Paulus II in 1996 en patriarch Bartholomeus I van Constantinopel en de dalai lama in 2000. In 2005 is er een film gemaakt over de aartsabt, Asztrik Várszegi, getiteld A közvetítő ("De bemiddelaar"). In 2013 ontving aartsabt Várszegi de Nederlandse voorzitter van de Eerste Kamer der Staten-Generaal, Ankie Broekers-Knol in de abdij van Pannonhalma tijdens haar officiële bezoek aan Hongarije.

## Varia
- Prinses Stefanie van België stierf hier in 1945 en werd hier ook bijgezet samen met haar echtgenoot vorst Elemér Lónyay.
- Het hart van aartshertog Otto van Habsburg-Lotharingen werd in 2011 bijgezet.